# William Willett
William Willet (10 d'agost de 1856 - 4 de març de 1915), anglès, és qui va elaborar i impulsar la proposta de l'horari d'estiu.

## Biografia
Va néixer a Farnham, a Surrey (Regne Unit) i va estudiar a la St. Marylebone Grammar School, l'escola de filologia. Després d'una breu experiència comercial va entrar a treballar amb el seu pare en la construcció. Willet va construir edificis de serveis, per la qual cosa es va guanyar la reputació de "Willet constructor de cases de qualitat" a Londres i al sud del país, incloent Chelsea i Hove, una localitat a prop de Brighton.
Va viure la major part de la seva vida a Chislehurst, al comtat de Kent. Es diu que un matí d'estiu, després de muntar a cavall a Petts Wood, Bromley, va observar que moltes persianes seguien baixades i aquest motiu li va donar la idea de proposar l'horari d'estiu.
Aquesta no era la primera vegada que la idea d'adaptar la llum a les hores del dia s'havia debatut; ja era molt comú al món antic, i el 1784 Benjamin Franklin havia ressuscitat la idea en una sàtira. El suggeriment de Franklin era simplement que la gent s'havia d'aixecar més aviat a l'estiu, a l'hora en que s'acabés de fer de dia; erròniament se li va atribuir que era l'inventor de la DST, però ell no concretà cap proposta.
El 1907, Willet, utilitzant els seus propis recursos financers, va publicar un pamflet anomenat The Waste of Daylight. En aquest full, proposava que els rellotges havien de ser avançats 80 minuts a l'estiu. Això faria que les tardes tinguessin llum durant més temps i també l'estalvi de 2,5 milions de despeses en il·luminació. William va suggerir que els rellotges fossin avançats 1 hora i 20 minuts a les 2 de la matinada els diumenges successius d'abril i que fossin retardats la mateixa quantitat de temps els diumenges de setembre.
Willet, el 1908, gràcies a una campanya intensa, havia aconseguit tenir el suport d'un membre del Parlament, Robert Pearce, qui va fer diversos invents fallits per aconseguir que el projecte de Willet fos una llei.
Un jove Winston Churchill li va donar suport durant un temps, i la idea va ser examinada de nou per un comitè parlamentari el 1909, però un altre cop va ser rebutjada. L'esclat de la Primera Guerra Mundial va fer que se'n parlés més de la idea a causa de la necessitat d'estalviar carbó. Alemanya ja havia aplicat la normativa horària quan el projecte de William va ser aprovat a la Gran Bretanya el 17 de maig de 1916 i, el següent diumenge, el 21 de maig, els rellotges es van avançar una hora. Posteriorment es va adoptar a molts altres països.
William Willett no va viure per veure la seva proposta convertida en llei, ja que va morir de grip el 1915, a l'edat de 58 anys. La seva iniciativa es commemora amb un monument, un rellotge de sol situat a Petts Wood, que de forma permanent està en horari d'estiu. La seva casa en el terme municipal de Londres està marcada amb una placa blava.